# Werner Jakstat

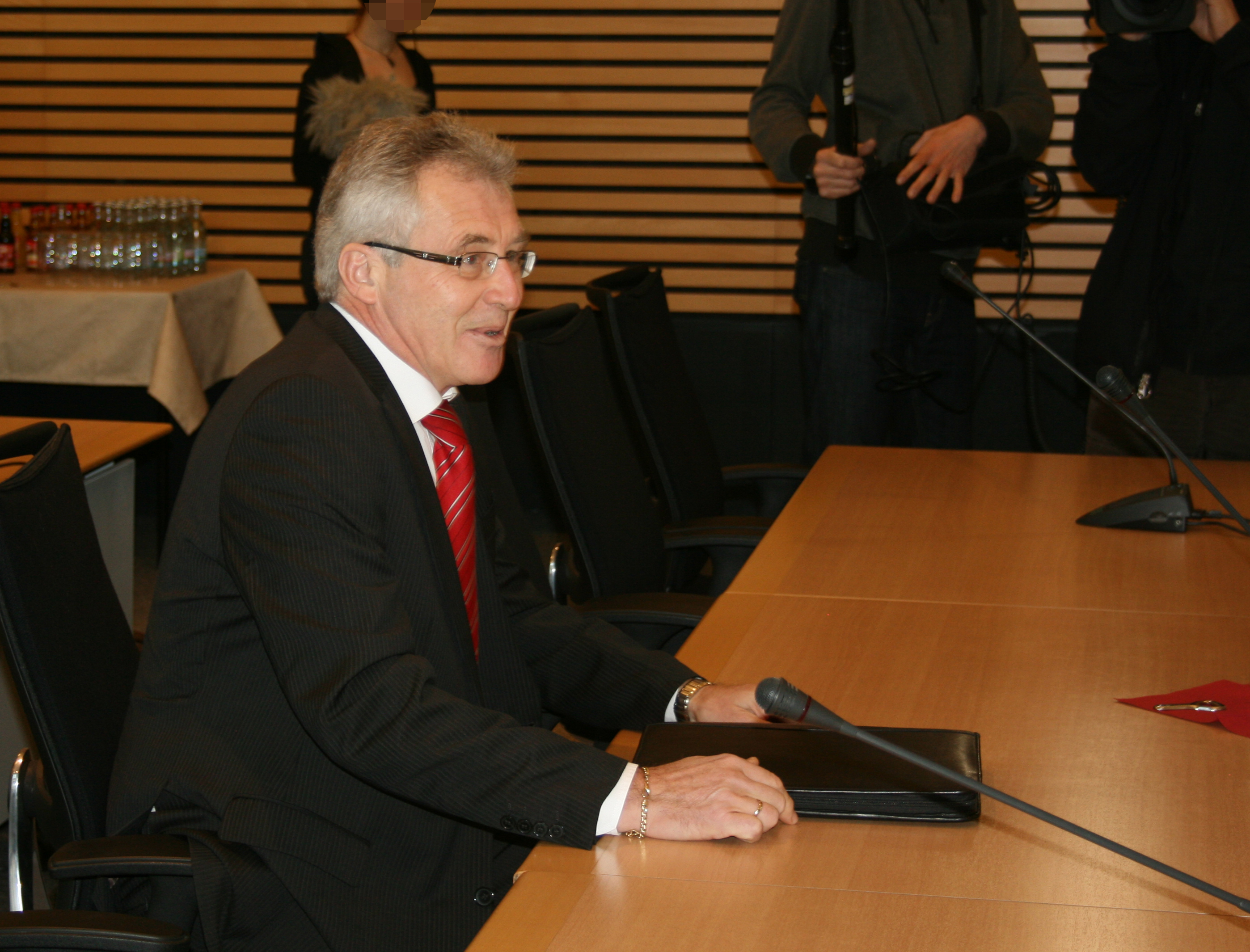
Werner Jakstat im Dezember 2013 vor dem Untersuchungsausschuss des Thüringer Landtages zum „Nationalsozialistischen Untergrund“

Werner Jakstat (* 1958) war von Oktober 2010 bis Februar 2016 Präsident des Thüringer Landeskriminalamts in Erfurt. Er übernahm die Position von Helmut Huber, welcher im September 2008 in das Innenministerium wechselte.

## Werdegang

### Bayern
Jakstat begann 1974 seine Ausbildung für den mittleren Polizeivollzugsdienst bei der Bayerischen Polizei. Er war bis 1990 in mehreren Verwendungen in der Schutz- und Kriminalpolizei. Während dieser Zeit absolvierte er den Aufstieg in den gehobenen Dienst. 1990 begann die Ausbildung für den höheren Dienst an der Polizei-Führungsakademie in Münster-Hiltrup, die er 1992 abschloss. Von 1992 bis 2000 war er unter anderem im Polizeipräsidium Mittelfranken und dem Bayerischen Landeskriminalamt eingesetzt.

### Thüringen
2001 stieg Jakstat zum Ständigen Vertreter des Präsidenten im Landeskriminalamt Thüringen bei der Polizei Thüringen auf. Während dieser Zeit herrschten tiefes Misstrauen und Informationsblockaden zwischen der Polizei und dem Thüringer Landesamt für Verfassungsschutz, das seit Ende der 1990er zahlreiche V-Männer in den „Nationalsozialistischen Untergrund“ (NSU) eingeschleust hatte. Ermittlungsmaßnahmen der Polizei wurden sogar so weit behindert, dass Mitarbeiter des Verfassungsschutzes observierende Polizeibeamte beschatteten. V-Mann Tino Brandt sowie der Vater von Uwe Mundlos haben das konkurrierende Agieren von Polizeibehörden und thüringischem Verfassungsschutz gegenüber der Berliner Zeitung sowie dem Spiegel bestätigt. Durch die „personelle Ausstattung der EG TEX [Ermittlungsgruppe Terrorismus Extremismus] mit nur noch fünf Ermittlern […] [hatte] das LKA eine Struktur geschaffen, die nicht mehr dem strafrechtlich relevanten Agieren neonazistischer Strukturen entsprochen hat.“
Ab Oktober 2004 war Jakstat zum Thüringer Innenministerium abgeordnet, wo er als Vertreter des Abteilungsleiters Polizei fungierte. Ab dem 3. September 2008 übernahm er kommissarisch die Dienstgeschäfte als Leiter des Thüringer Landeskriminalamts, bevor er am 1. Oktober 2010 zu dessen Präsidenten ernannt wurde.
Im Dezember 2013 wurde bekannt, dass Jakstat 2003 in seiner Funktion als Vizepräsident des Landeskriminalamtes Thüringen telefonisch angeordnet haben soll, eine Zeugenaussage zum Aufenthaltsort des NSU-Mitglieds Uwe Böhnhardt nicht weiter zu verfolgen: „Kriegen Sie da nichts raus!“ Die Ermittlungen seien daraufhin eingestellt worden.
In einer elfstündigen Sitzung des NSU-Untersuchungsausschusses des Thüringer Landtags im Januar 2014 bestätigte Marko Grosa, damaliger LKA-Dezernatsleiter, die Recherchen von Report Mainz aus dem Vormonat.  Grosa tätigte seine Aussage, obwohl das Innenministerium unter Innenminister Jörg Geibert (CDU) vor der Sitzung auf die zehn damals beschäftigten LKA-Beamten, die als Zeugen vorgeladen wurden, Druck ausgeübt hatte: Sie sollten eine Dienstliche Erklärung abgeben, die einer eidesstattlichen Versicherung vor Gericht gleichkommt. Jakstat verlautete, eine Anweisung „Kriegen Sie da nichts raus!“ wäre doch „irrsinnig“ gewesen und berief sich dreimal auf „fehlende Erinnerung“, bestritt den Telefonanruf aber nicht explizit.
Abgeordnete von der mitregierenden SPD sowie von Grünen und Linke (beide in der Opposition) hatten nach der Sitzung in einer Presseerklärung gefordert, Jakstat bis zur Klärung des Sachverhalts zu suspendieren.   Am 22. Januar 2014 wurde dieses Ersuchen von Geibert abgelehnt, denn für eine Suspendierung lägen keine zwingenden dienstlichen Gründe vor.
Thüringens Innenminister Holger Poppenhäger (SPD) versetzte Jakstat Anfang Februar 2016 in den Ruhestand. Sein Nachfolger wurde der Jurist und vormalige Oberstaatsanwalt Frank-Michael Schwarz.